# Rutigliano
Rutigliano község (comune) Olaszország Puglia régiójában, Bari megyében.

## Fekvése
Baritól délkeletre, a Murge dombos vidékén fekszik.

## Története
A település első írásos említése 1059-ből származik, amikor II. Miklós pápa elrendelte, hogy a vidék közvetlen Róma irányítása alá kerüljön.

## Népessége
A lakosság számának alakulása:

## Főbb látnivalói
- Museo Civico - kis helytörténeti gyűjtemény